# ルッジェーロ・マッカリ
ルッジェーロ・マッカリ（Ruggero Maccari、1919年6月28日 ローマ - 1989年5月8日 ローマ）は、イタリアの脚本家、映画監督である。「イタリア式コメディ」の脚本家として知られる。

## 来歴・人物
1919年6月28日、イタリアの首都ローマで生まれる。
1948年、ジョルジョ・シモネッリの映画『11人の男たちとボール』の共同脚本に参加、脚本家としてデビュー。マリオ・モニチェリ、ステーノ、マリオ・マットリ、ルイジ・ザンパといった監督たちとのコラボレーションが多かった。
1952年、監督としてすでに1本（『われらが人生最悪の時代 I peggiori anni della nostra vita』、1949年）撮っていた脚本家の先輩マリオ・アメンドラと共同で、『Il Tallone di Achille』を演出して、映画監督としてデビュー。もともと共同脚本でアメンドラと作業は多かったが、彼とのタッグで4本を監督した。最後の監督作『知ったかぶりのバカ者ども』（1954年）は、脚本家デビュー作の監督ジョルジョ・シモネッリ作品のリメイクで、のちにマリオ・モニチェリがリメイクした（1984年）。それ以降は脚本に専念する。
「イタリア式コメディ」の時代、アントニオ・ピエトランジェリ、ディーノ・リージ、エットーレ・スコラといった監督の作品を多く手がけた。なかでもスコラについては、彼の『もしお許し願えれば女について話しましょう』での監督デビュー以来、マッカリは自らの最期まで脚本面で支え続けた。スコラとの最後の作品は『ラ・ファミリア』（1987年）であった。
1989年5月8日、ローマにて死去。69歳没。1974年に脚本を手がけ、第47回アカデミー賞アカデミー脚本賞にノミネートされた、ディーノ・リージ監督の『女の香り』は、マッカリの没後、1992年に『セント・オブ・ウーマン/夢の香り』にハリウッド・リメイクされた。

## おもなフィルモグラフィ
本人はクレジット以外は基本的に脚本のみ
- 11人の男たちとボール Undici uomini e un pallone　1948年　監督・共同脚本ジョルジョ・シモネッリ、共同脚本マリオ・アメンドラ、ゲラルド・ゲラルディ、マルチェロ・マルケージ、ヴィットリオ・メッツ、ヴィンチェンツォ・タラリコ、音楽チェザーレ・アンドレア・ビクシオ、フェリーチェ・モンタニャーニ　※脚本デビュー作
- Vita da cani　1950年　監督・脚本マリオ・モニチェリ、ステーノ、共同脚本セルジオ・アミディ、ヴィットリオ・ニーノ・ノヴァレーゼ、フルヴィオ・パルミエリ、共同脚本・主演アルド・ファブリッツィ、音楽ニーノ・ロータ、主演ジーナ・ロロブリジーダ
- La Bisarca　1950年　監督ジョルジョ・シモネッリ、共同脚本マリオ・アメンドラ、ピエトロ・ガリネイ、ヴィットリオ・メッツ、主演ペピーノ・デ・フィリッポ
- Vendetta... sarda　1951年　監督・共同脚本マリオ・マットリ、共同脚本マリオ・モニチェリ、ステーノ、音楽アルマンド・フラーニャ、主演ワルター・キアーリ
- Signori, in carrozza ! 1951年　監督・共同脚本ルイジ・ザンパ、共同脚本ヴィタリアーノ・ブランカーティ、アージェ＝スカルペッリ、音楽レンツォ・ロッセリーニ、主演アルド・ファブリッツィ
- Porca miseria　1951年　監督ジョルジョ・ビアンキ、共同脚本エドゥアルド・デ・フィリポ
- La Famiglia Passaguai　1951年　監督・共同脚本・主演アルド・ファブリッツィ、共同脚本マリオ・アメンドラ、アントン・ジェルマノ・ロッシ、音楽リコ・シモーネ、主演ペピーノ・デ・フィリッポ
- Anema e core　1951年　監督・共同脚本マリオ・マットリ、共同脚本ステーノ、音楽ピッポ・バルツィッツァ、主演フェルッチョ・タリアヴィーニ
- Abbiamo vinto !　1951年　監督・共同脚本ロバート・A・ステムレ、共同脚本マリオ・アメンドラ、シロ・アンジェリ、主演パオロ・ストッパ
- Cameriera bella presenza offresi...　1951年　監督ジョルジョ・パスティーナ、共同脚本アージェ＝スカルペッリ、アルド・デ・ベネデッティ、フェデリコ・フェリーニ、ニコラ・マンザーリ、トゥリオ・ピネリ、音楽アレッサンドロ・チコニーニ、主演エルザ・メルリーニ

監督時代
- Il Tallone di Achille　1952年　監督・脚本　共同監督・共同脚本マリオ・アメンドラ　※監督デビュー作
- Finalmente libero !　1953年　監督・脚本　共同監督・共同脚本マリオ・アメンドラ、音楽ヴィンチェンゾ・ファルコマータ
- La Campana di San Giusto　1954年　監督・脚本　共同監督・共同脚本マリオ・アメンドラ、音楽ヴィンチェンゾ・ファルコマータ
- 知ったかぶりのバカ者ども Bertoldo, Bertoldino e Cacasenno　1954年　監督・脚本　共同監督・共同脚本マリオ・アメンドラ

脚本専念後
- 三月生れ Nata di marzo　1958年　監督アントニオ・ピエトランジェリ、共同脚本アージェ・スカルペッリ、エットーレ・スコラ、音楽ピエロ・ピッチオーニ、主演ジャクリーヌ・ササール
- 追い越し野郎 Il sorpasso　1963年　監督・共同脚本ディーノ・リージ
- もしお許し願えれば女について話しましょう e permettete parliamo di donne　1964年　監督・共同脚本エットーレ・スコラ
- 気ままな情事 Il magnifico cornuto　1964年　監督・共同脚本アントニオ・ピエトランジェリ、共同脚本ディエゴ・ファブリ、ステファノ・ストルッチ、エットーレ・スコラ、音楽アルマンド・トロヴァヨーリ、主演ウーゴ・トニャッツィ、クラウディア・カルディナーレ
- 私は彼女をよく知っていた Io la conoscevo bene　1965年　監督・共同脚本アントニオ・ピエトランジェリ、共同脚本エットーレ・スコラ、音楽ベネデット・ギリア、ピエロ・ピッチオーニ、主演ウーゴ・トニャッツィ、ステファニア・サンドレッリ
- セックス・パニック / 愛欲のイタリア女族物語 Le dolci signore　1967年　監督ルイジ・ザンパ、共同脚本エットーレ・スコラ、音楽アルマンド・トロヴァヨーリ、主演ウルスラ・アンドレス、ヴィルナ・リージ、クローディーヌ・オージェ
- 結婚宣言 La moglie del prete　1970年　監督ディーノ・リージ、共同脚本ベルナルディーノ・ザッポーニ、音楽アルマンド・トロヴァヨーリ、主演ソフィア・ローレン、マルチェロ・マストロヤンニ
- セッソ・マット Sessomatto　1973年　監督・共同脚本ディーノ・リージ、音楽アルマンド・トロヴァヨーリ、主演ラウラ・アントネッリ、ジャンカルロ・ジャンニーニ
- 女の香り Profumo di donna　1974年　監督・共同脚本ディーノ・リージ、音楽アルマンド・トロヴァヨーリ、主演ヴィットリオ・ガスマン、アレッサンドロ・モモ　※第28回カンヌ国際映画祭コンペティション部門上映、第47回アカデミー賞アカデミー脚本賞ノミネート、のちに『セント・オブ・ウーマン/夢の香り』（1992年）にハリウッド・リメイク
- 醜い奴、汚い奴、悪い奴 Brutti, sporchi e cattivi　1976年　監督・共同脚本エットーレ・スコラ、製作カルロ・ポンティ、音楽アルマンド・トロヴァヨーリ、主演ニーノ・マンフレディ、マルチェラ・ミケランジェリ
- 特別な一日 Una giornata particolare　1977年　監督・共同脚本エットーレ・スコラ、共同脚本マウリツィオ・コンスタンツォ、製作カルロ・ポンティ、音楽アルマンド・トロヴァヨーリ、主演マルチェロ・マストロヤンニ、ソフィア・ローレン
- パッション・ダモーレ Passione d'amore　1980年　監督・共同脚本エットーレ・スコラ、原作イジニオ・ウーゴ・タルケッティ、音楽アルマンド・トロヴァヨーリ、主演ベルナール・ジロドー、ラウラ・アントネッリ
- ヌードの女 Nudo di donna　1981年　監督・共同脚本・主演ニーノ・マンフレディ、共同脚本アージェ・スカルペッリ、音楽ロベルト・ガット、マウリーツィオ・ジャンマルコ、主演エレオノラ・ジョルジ
- ル・バル Le bal　1984年　監督・共同脚本エットーレ・スコラ、共同脚本ジャン＝クロード・パンシュナ、フリオ・スカルペッリ、音楽ウラディミール・コスマ、主演ジュヌヴィエーヴ・レイ＝パンシュナ
- マカロニ Maccheroni　1985年　監督・共同脚本エットーレ・スコラ、共同脚本フリオ・スカルペッリ、音楽アルマンド・トロヴァヨーリ、主演ジャック・レモン、マルチェロ・マストロヤンニ
- ラ・ファミリア La famiglia　1987年　監督・共同脚本エットーレ・スコラ、共同脚本フリオ・スカルペッリ、音楽アルマンド・トロヴァヨーリ、主演ヴィットリオ・ガスマン、ファニー・アルダン、ステファニア・サンドレッリ
- Saremo felici　1988年　監督ジャンフランチェスコ・ラゾッティ、共同脚本・主演マウリツィオ・フェッリーニ、音楽ランベルト・マッキ
- Piccoli equivoci　1989年　監督リッキー・トニャッツィ、共同脚本クラウディオ・ビガリ、シモーナ・イッツォ、主演セルジオ・カステリット　※遺作